# هنريكي بين ديفيد
هنريكي بين ديفيد (5 ديسمبر 1926 في الرأس الأخضر - 4 ديسمبر 1978 في البرتغال) هو لاعب كرة قدم برتغالي في مركز الهجوم. شارك مع منتخب البرتغال لكرة القدم. أما مع النوادي، فقد لعب مع أتليتيكو كلوب دي برتغال.

## وصلات خارجية
- هنريكي بين ديفيد على موقع قاعدة بيانات كرة القدم.إي يو (الإنجليزية)
- هنريكي بين ديفيد على موقع ناشيونال فوتبول تيمز (الإنجليزية)